# Perrigny (Jura)
Perrigny település Franciaországban, Jura megyében. Lakosainak száma 1535 fő (2022. január 1.). Perrigny Pannessières, Montaigu, Conliège, Briod, Hauteroche, Baume-les-Messieurs és Lons-le-Saunier községekkel határos.

## Népesség
A település népességének változása:
| Lakosok száma | 1322 | 1619 | 1580 | 1558 | 1537 | 1531 | 1523 | 1515 | 1511 | 1535 |
|               | 1968 | 1982 | 1990 | 2006 | 2013 | 2015 | 2017 | 2019 | 2020 | 2022 |